# Иване I Джакели
Иване Кваркваре Джакели-Цихисджварели (груз. ივანე-ყვარყვარე ჯაყელი-ციხისჯვარელი; умер около 1247 г.) — грузинский дворянин из рода Джакели, занимавший должности эристави и спасалара Самцхе в начале XIII века. Продолжительная политическая карьера Иване, возвысившегося благодаря своей преданности царице Тамаре, охватила ключевые периоды в истории средневековой Грузии, от «Золотого века» до кризиса и упадка под властью монголов.
Иване, известный также как Кваркваре, впервые упоминается в средневековых грузинских хрониках как носящий фамилию Цихисджварели, производную от территориального эпитета «Цихисджвари». Во время восстания сторонников опального мужа царицы Тамары, Юрия Боголюбского, около 1191 года, Иване был одним из немногих дворян Самцхе, сохранивших верность царице. Он мог стать эристави и спасаларом Самцхе после того, как предыдущий держатель этих должностей, Боцо Джакели, впал в немилость у Тамары за то, что поддержал восставших сторонников Юрия Боголюбского. Иване был родственником Боцо (членом семьи, родственной семье Боцо), или даже его братом.
К 1220 году, при преемнике Тамары, Георгии IV Лаше, Иване, помимо своих должностей в Самцхе, получил также пост казначея при грузинском дворе. Когда монгольские войска двинулись на окончательное завоевание Грузии в 1236 году, Иване оказал им упорное сопротивление и продолжал сражаться до тех пор, пока царица Русудан не согласилась на перемирие, в отличие от большинства грузинских вельмож, которые либо сдались без боя, либо бежали от монгольских войск в более безопасные районы. Сама царица скрылась в западную Грузию и не возвращалась в столицу, пока её не убедили сделать это около 1243 года самые влиятельные дворяне царства, включая Иване.
После смерти Русудан в 1245 году, пока грузины ждали утверждения её преемника великим монгольским ханом, монголы разделили Грузию на несколько административных единиц — туменов, управлявшихся местной знатью. Неизвестно, стоял ли Иване во главе какого-либо из этих туменов, но в этот период междуцарствия именно он был тем, кого знатные люди юго-западных окраин Грузии, таких как Тао, Кларджети, Кола и Артаани, просили о помощи против вторгшихся анатолийских турок. Во главе десятитысячного войска Иване одержал победу над ними на равнине Авни и отправил своих внуков, Иване-Папу и Саргиса, преследовать отступающих турок за пределы Грузии и захватить город Олту, который, вероятно, в то время находился под контролем Айюбидов. Дальнейшие их завоевания упоминаются арабским хронистом Байбарсом аль-Мансури, утверждавшим, что грузины (по-видимому, он имел в виду Джакели), воспользовались монгольским вторжением в Анатолию, чтобы захватить Бабраван (грузинский Мармовани, современный Нарман, к югу от Олту), Вашлаван и Байбурт.
Вскоре после этого Иване участвовал в неудавшемся заговоре с целью свержения монгольской власти. В 1247 году Иване был среди тех дворян, которые, встревоженные затянувшимся междуцарствием, разыскали и привезли в Грузию изгнанного царевича Давида, сына покойного царя Георгия IV. Иване, вероятно, умер примерно в то же время, пережив своего сына Беку, убитого в битве с монголами в 1220 или 1221 году, и, возможно, старшего внука Иване (также известного как Папа). Следующим известным эристави Самцхе был младший внук Иване, Саргис Джакели.